# Europrop International TP400
 (mai 2016).
Si vous disposez d'ouvrages ou d'articles de référence ou si vous connaissez des sites web de qualité traitant du thème abordé ici, merci de compléter l'article en donnant les références utiles à sa vérifiabilité et en les liant à la section « Notes et références ».
L'Europrop International TP400-D6 est un turbopropulseur développé par le consortium européen Europrop International, regroupant les motoristes MTU Aero Engines, Safran Aircraft Engines, Rolls-Royce et Industria de Turbo Propulsores (ITP). Préféré à l'Aero Propulsion Alliance TP400-D1 dérivé du Snecma M88, il équipe exclusivement l'avion de transport militaire polyvalent conçu par Airbus, l'Airbus A400M, qui est entré en service en 2013.
Le TP400-D6 est un turbopropulseur triple-corps équipé d'une hélice à huit pales Ratier. Il développe une puissance maximale de 11 600 ch (8 650 kW), ce qui en fait le turbopropulseur le plus puissant jamais produit en Europe de l'Ouest. Le record absolu européen et mondial demeure le Kouznetsov NK-12 de 15 000 ch, le turbopropulseur russe équipé d'hélices contrarotatives conçu dans les années 1950, suivi du plus moderne Ivtchenko-Progress D-27 de 14 000 ch conçu dans les années 1990.
Le moteur fonctionne pour la première fois sur banc le 28 octobre 2005, avant de propulser l'A400M lors de son premier vol, le 11 décembre 2009. Le turbopropulseur détient une certification civile obtenue en 2011 par l'Agence européenne de la sécurité aérienne (AESA).

## Contexte et développement

### Répartition du développement
La répartition du développement du moteur TP400-D6 est la suivante :
Rolls-Royce plc
- Intégration moteur ;
- Compresseur haute pression ;
- Arbre moteur puissance ;
- Compartiment intermédiaire ;
- Support structurel des roulements.

Safran Aircraft Engines
- Chambre de combustion ;
- Turbine haute pression ;
- Production électrique ;
- Système de lubrification (en coopération avec Safran Aero Boosters) ;
- Démarreur :
  - Système de régulation moteur (en coopération avec MTU) ;
  - Boite à accessoires (en coopération avec Safran Transmission Systems - anciennement Hispano-Suiza) ;
  - Harnais électriques ;
  - Instrumentation moteurs d'essais en vol (en coopération avec Safran Aero Boosters).

MTU Aero Engines
- Compresseur étage intermédiaire ;
- Turbine étage intermédiaire ;
- Arbre intermédiaire ;
- Système de régulation moteur (en coopération avec Safran Aircraft Engines - Anciennement SNECMA) ;
- Tests moteur ;
- Assemblage final.

Industria de Turbo Propulsores
- Turbine puissance ;
- Canalisations extérieures (carburant, air et huile) ;
- Support roulement avant ;
- Compartiment sortie turbine ;
- Tests des équipements spécifiques ;
- Essai d'endurance du moteur ;
- Tuyère d'échappement.

## Technique

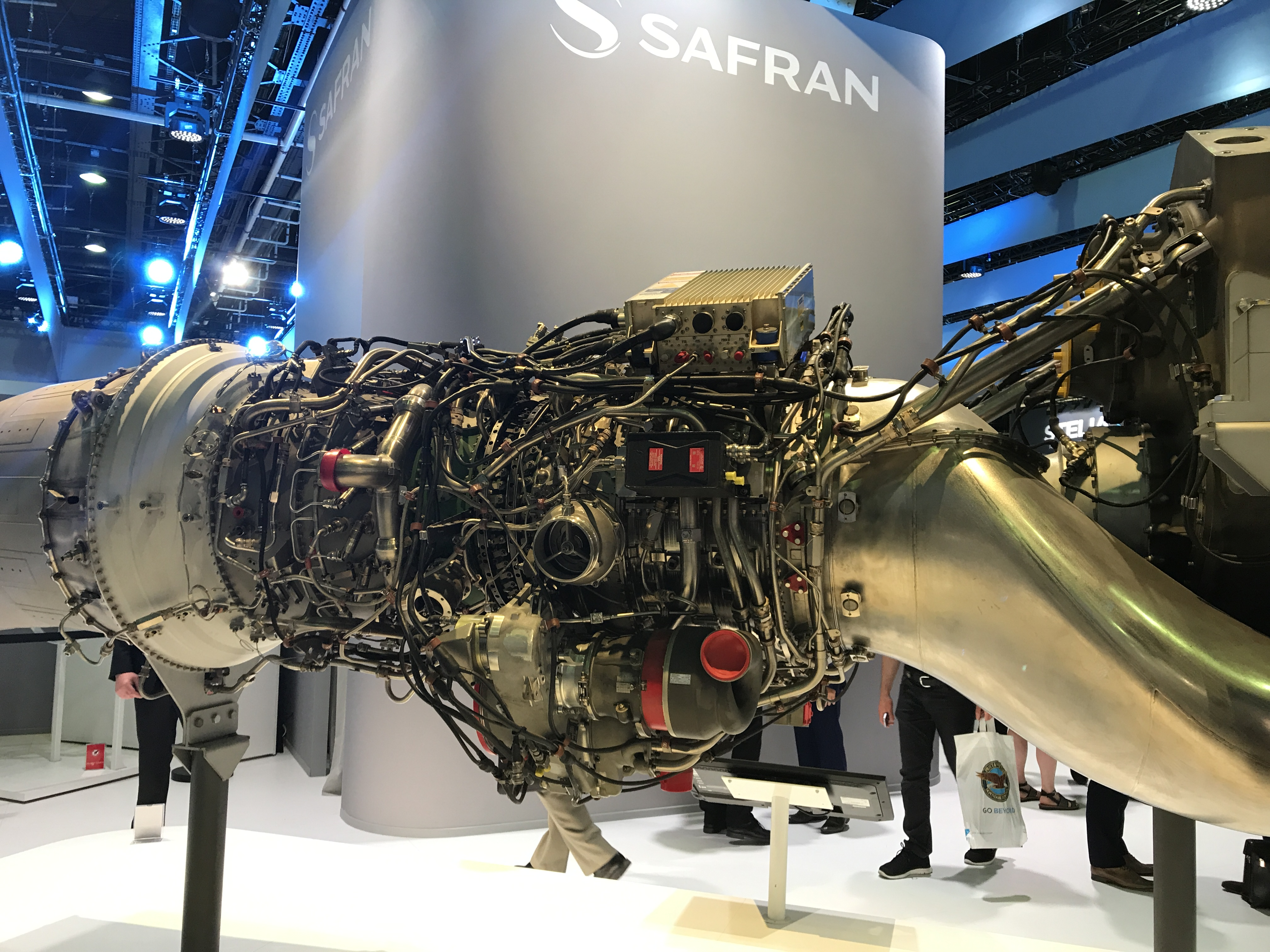
Le TP400-D6 exposé lors du Salon du Bourget en 2017

L'Europrop International TP400-D6 est un turbopropulseur triple corps : Il contient une partie dite « générateur de gaz », composée d'un compresseur axial basse-pression à cinq étages et d'un compresseur haute-pression à six étages, respectivement entraînés via des arbres concentriques par les turbines basse et haute pressions, chacune à un étage axial. Une deuxième partie, dite « de puissance » consiste en un troisième arbre, également concentrique avec les deux autres, qui relie la turbine libre à trois étages à l'hélice via un réducteur.
Le générateur de gaz est la partie dédiée à la combustion du mélange air/carburant, afin de maintenir le fonctionnement en continu du moteur, tandis que la prise de puissance n'a pour but que d'entraîner l'hélice et ne participe pas au fonctionnement interne du moteur (ce principe n'est toutefois pas valable sur un moteur à turbine liée, car la turbine de puissance est alors également la turbine du générateur de gaz).
Europrop International a opté pour un moteur triple corps afin de maximiser le taux de compression global tout en conservant une configuration de moteur à turbine libre, ce qui signifie que la turbine liée à l'hélice par le troisième arbre est mécaniquement indépendante des deux premiers arbres. Deux niveaux de compression sont ainsi réalisés au niveau du générateur de gaz : un taux de compression de 3,5 pour le compresseur BP, et de 7 pour le compresseur HP.
L'hélice est une hélice Ratier-Figeac FH386 à huit pales en matériaux composites, d'un diamètre de 5,3 m.

## Performances
La puissance maximale sur l'arbre s'élève à environ 8 203 kW, avec un taux de compression de 25:1 et une température de turbine de 1 500 K.

## Commande
Huit pays ont commandé un total de 174 appareils Airbus A400M :
- France
- Allemagne
- Espagne
- Royaume-Uni
- Turquie
- Belgique
- Malaisie
- Luxembourg